# 宋紫石

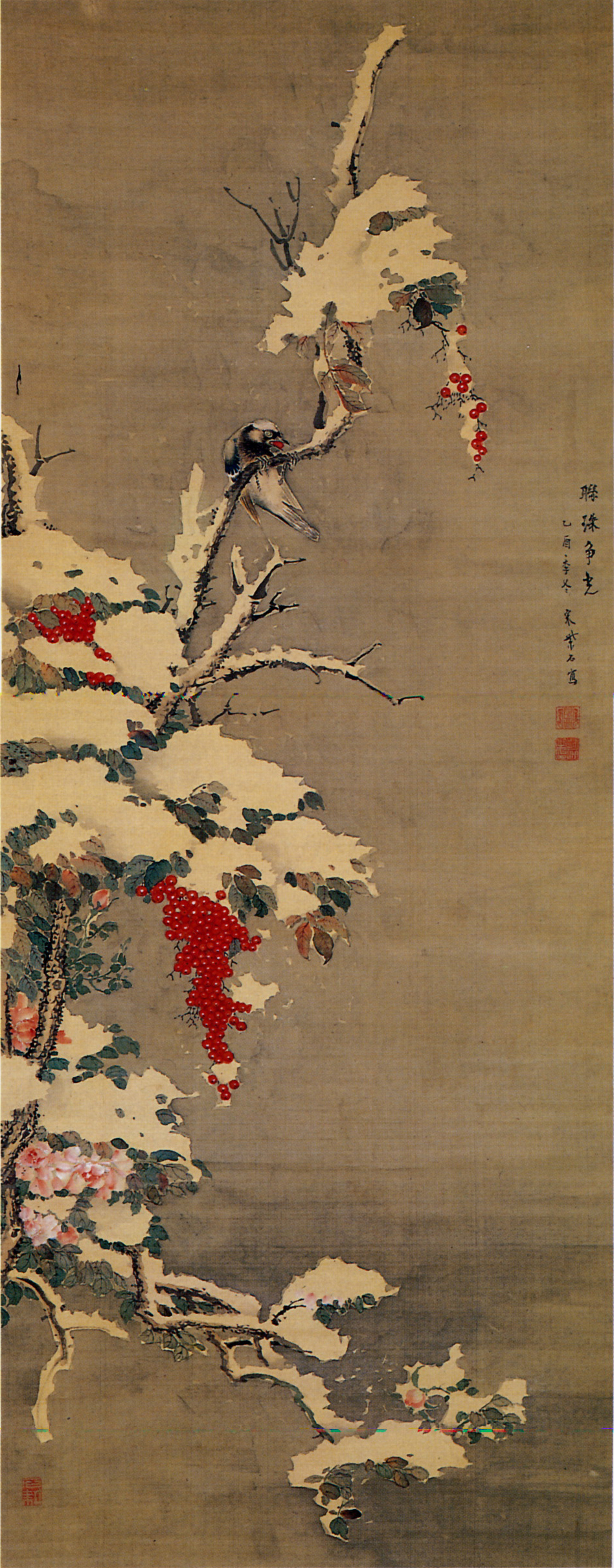
聯珠争光図（絹本着色）明和2年（1765年）神戸市立博物館

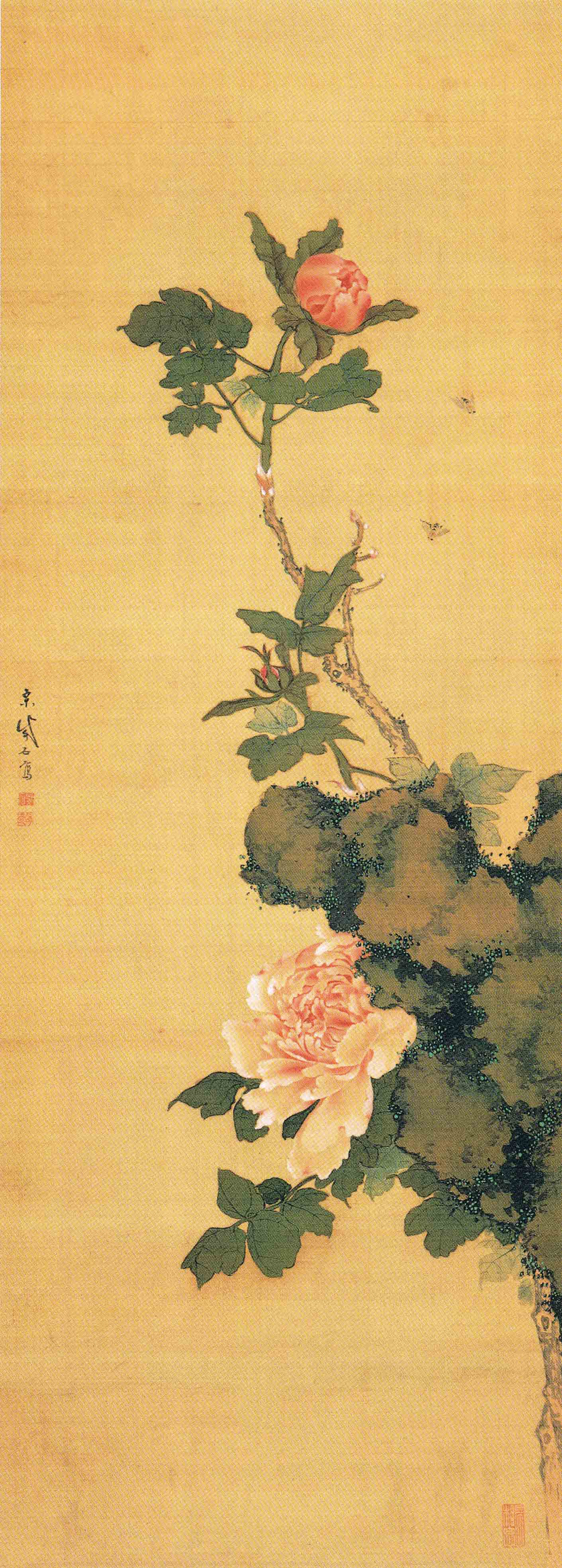
岩に牡丹図（絹本着色）

宋 紫石（そう しせき、正徳5年（1715年） - 天明6年3月11日（1786年4月9日））は、江戸時代中期の画家。長崎で熊代熊斐・清人画家宋紫岩に画法を学び、江戸に帰り宋紫石を名乗る。沈南蘋の画風を江戸で広め当時の画壇に大きな影響を与えた。山水・花卉に優れる。江戸の人。
本名は楠本幸八郎。字は君赫または霞亭。紫石のほか雪渓・雪湖・宋岳などと号した。

## 略伝
若い頃の事績は不明である。ただし、楠本家の菩提寺が紫石の代で宗恩寺から徳本寺に変わっていることから、宗恩寺か徳本寺の絵仏師的な役割を担っていたとする説がある。
40歳半ばの宝暦年間に長崎へ赴き、熊斐に就いて沈南蘋の画法を修め、ついで来舶した清人画家宋紫岩にも入門した。この師の名から中国風に宋紫石と名乗った。しかし画風は沈南蘋の影響が濃厚である。平明で美しい写実的花鳥画を得意とし、鶴亭とともに南蘋派の東西双璧とされる。紫石は自然景に吉祥モチーフを散りばめた南蘋の画風から、自然景を取り除いてモチーフを整理して画面を構成することで、日本人の好みに合った画風へ変換した。

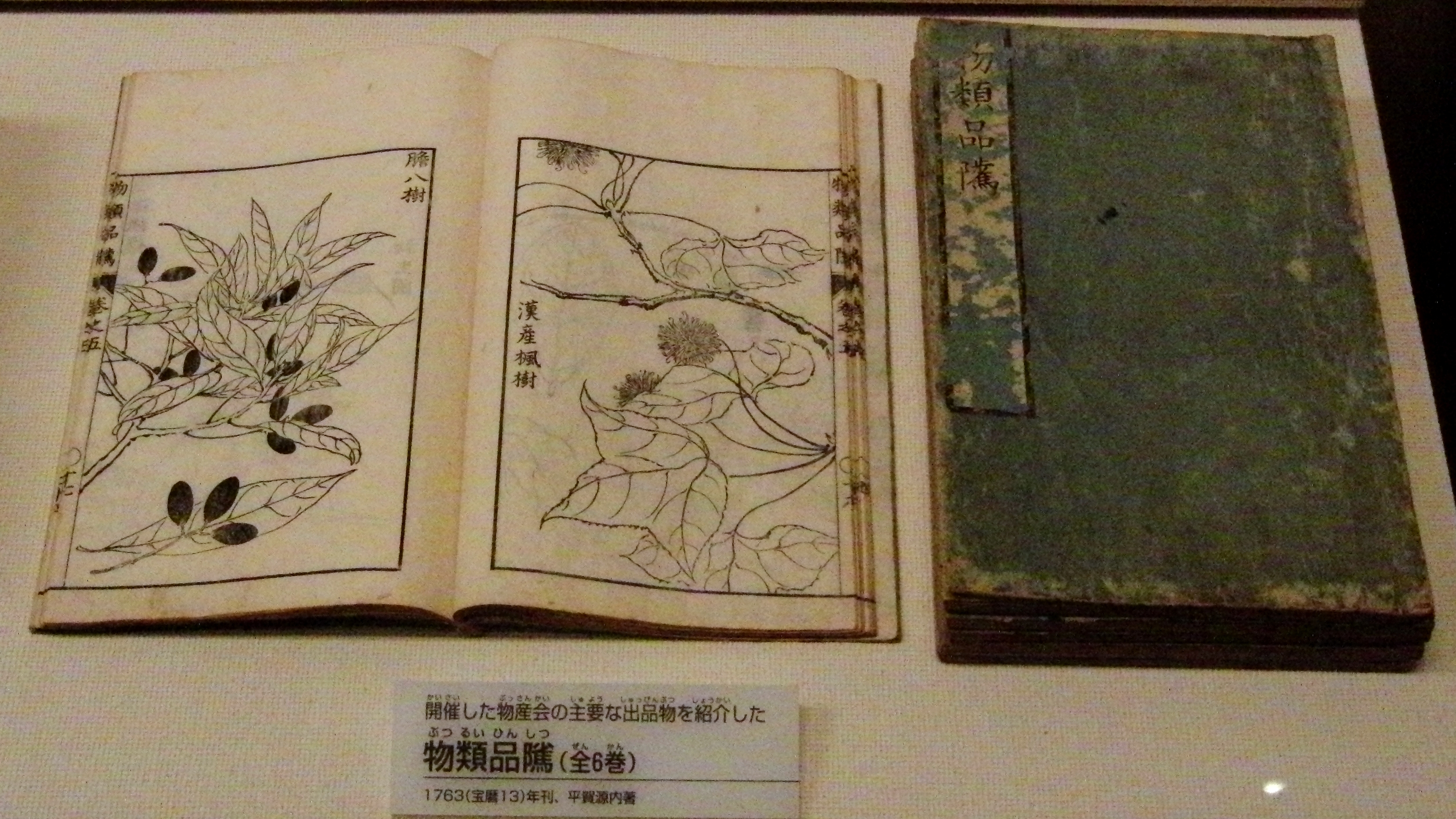
『物類品隲』。1763年（宝暦13年）刊。平賀源内著。国立科学博物館の展示。写真左の開かれている本が巻之五。

平賀源内『物類品隲』（ぶつるいひんしつ）全6巻のうち第5巻「産物図会」の挿図を手がけ、『ヨンストン動物図譜』を模写している。
著名な文人や諸大名との交流が知られる。友人としては、儒学者の村瀬栲亭がいる。とりわけ姫路藩主酒井忠以・酒井抱一兄弟からは重用された。また文人大名で知られる松平乗完も紫石から画を学んでいる。弟子に司馬江漢、旗本董九如・鳥取藩御用絵師土方稲嶺・庄内藩士藤田錦江・広島藩士岡岷山・松前藩家老蠣崎波響・生花源氏流千葉龍卜などがいる。実子の宋紫山、孫の宋紫岡も画業を継ぐ。
享年76。菩提寺は西浅草の徳本寺。

## 作品
| 作品名                 | 技法         | 形状・員数 | 寸法（縦x横cm） | 所有者             | 年代                 | 落款                                                                                        | 備考                                                                  |
| ---------------------- | ------------ | ---------- | --------------- | ------------------ | -------------------- | ------------------------------------------------------------------------------------------- | --------------------------------------------------------------------- |
| 鯉図                   | 紙本墨画淡彩 | 双幅       |                 | 徳本寺             | 1759年（宝暦9年）    |                                                                                             | 現在確認できる作品の中で最初期の作                                    |
| 聯珠争光図             | 絹本著色     | 1幅        | 112.8x43.5      | 神戸市立博物館     | 1765年（明和2年）    | 款記「聯珠争光 乙酉季冬宋紫石写」/「霞亭」朱文方印・「紫石之印」白文方印                    |                                                                       |
| 猛虎図屏風             | 紙本金地著色 | 六曲一双   |                 | 洛東遺芳館         | 1768年（明和5年）春  |                                                                                             | 現在知られている宋紫石作品の中で最大の作品                            |
| 獅子図                 | 絹本著色     | 1幅        |                 | 大和文華館         | 1768年（明和5年5月） |                                                                                             | 平賀源内が同年3月に入手したヨンストンの『紅毛禽獣魚介虫譜』挿絵の模写 |
| 柳下白鶏図             | 絹本著色     | 1幅        |                 | 広島県立美術館     | 1769年（明和6年）    |                                                                                             |                                                                       |
| 柳に鶏図               | 絹本著色     | 1幅        |                 | 長崎歴史文化博物館 | 1770年（明和7年）    |                                                                                             |                                                                       |
| 寒梅綬帯鳥図           | 絹本著色     | 1幅        | 101.0x39.6      | 神戸市立博物館     |                      | 款記「宋紫石寫」/「宋氏印」白文方印・「雪渓」朱文方印                                       |                                                                       |
| 田子浦富岳展望図       | 絹本著色     | 1幅        |                 | 大和文華館         | 1776年（安永5年）    |                                                                                             |                                                                       |
| 山水花鳥図押絵貼図屏風 | 絹本著色     | 六曲一隻   |                 | 善光寺本坊大勧進   |                      |                                                                                             |                                                                       |
| 鶏図                   | 絹本著色     | 双幅       |                 | 可部屋集成館       | 1779年（安永8年）    |                                                                                             |                                                                       |
| 冨士山図               | 絹本墨画淡彩 | 1幅        | 46.5x110.9      | 東京国立博物館     |                      |                                                                                             |                                                                       |
| 花鳥図                 | 絹本著食     | 双幅       | 118.0x49.4      | 亀山市・清福寺     |                      |                                                                                             |                                                                       |
| 葡萄図                 | 絹本著色     | 1幅        | 98.8×36.3       | 神戸市立博物館     |                      | 落款「宋紫石写」 / 「紫石」（白文方印）「君赫」（朱文方印）「石鄰華伴」（遊印、白文長方印） |                                                                       |

## 刊行物
宋紫石の名を冠した画譜は8点あるが、そのうち重要なのは以下の3点である。
1. 『宋紫石画譜』（別名『花鳥画譜』）副孟義[3]編 3巻3冊 明和2年（1765年）刊とされるが、明和8年（1771年）惟南牧友の序文がある。
2. 『古今画藪 後八種』前編・後編8冊 明和7年（1770年）刊
3. 『画藪後八種 四体譜』5冊 安永8年（1779年）刊。2.3を合わせて『古今画藪』と呼ぶ。